# Nautilus macromphalus
Espèce
Le Nautilus macromphalus (Sowerby, 1849) est une espèce de nautiles endémique de la région entourant la Nouvelle-Calédonie.

## Description
Chez cette espèce le centre de la volute présente un creux caractéristique, souvent colonisé par des crustacés parasites. C'est la plus petite espèce de nautile  : sa coquille mesure environ 16 cm, tandis que le plus gros spécimen connu mesurait 18 cm.

## Habitat et répartition
C'est l'espèce qui a l'aire de répartition la plus restreinte : des îles Loyauté aux Chesterfield et de l'île des Pins aux récifs d'Entrecasteaux.
Il vit dans la journée sur des profondeurs importantes (de 250 à 500 m) et exécute des migrations verticales nocturnes pour se nourrir sur les récifs de faibles profondeurs. Un certain nombre de sites sur les îles Loyauté sont particulièrement favorables pour son observation en plongée nocturne grâce à la proximité de fosses importantes et de récifs peu profonds et accessibles (baie de Santal à Lifou).

## Galerie

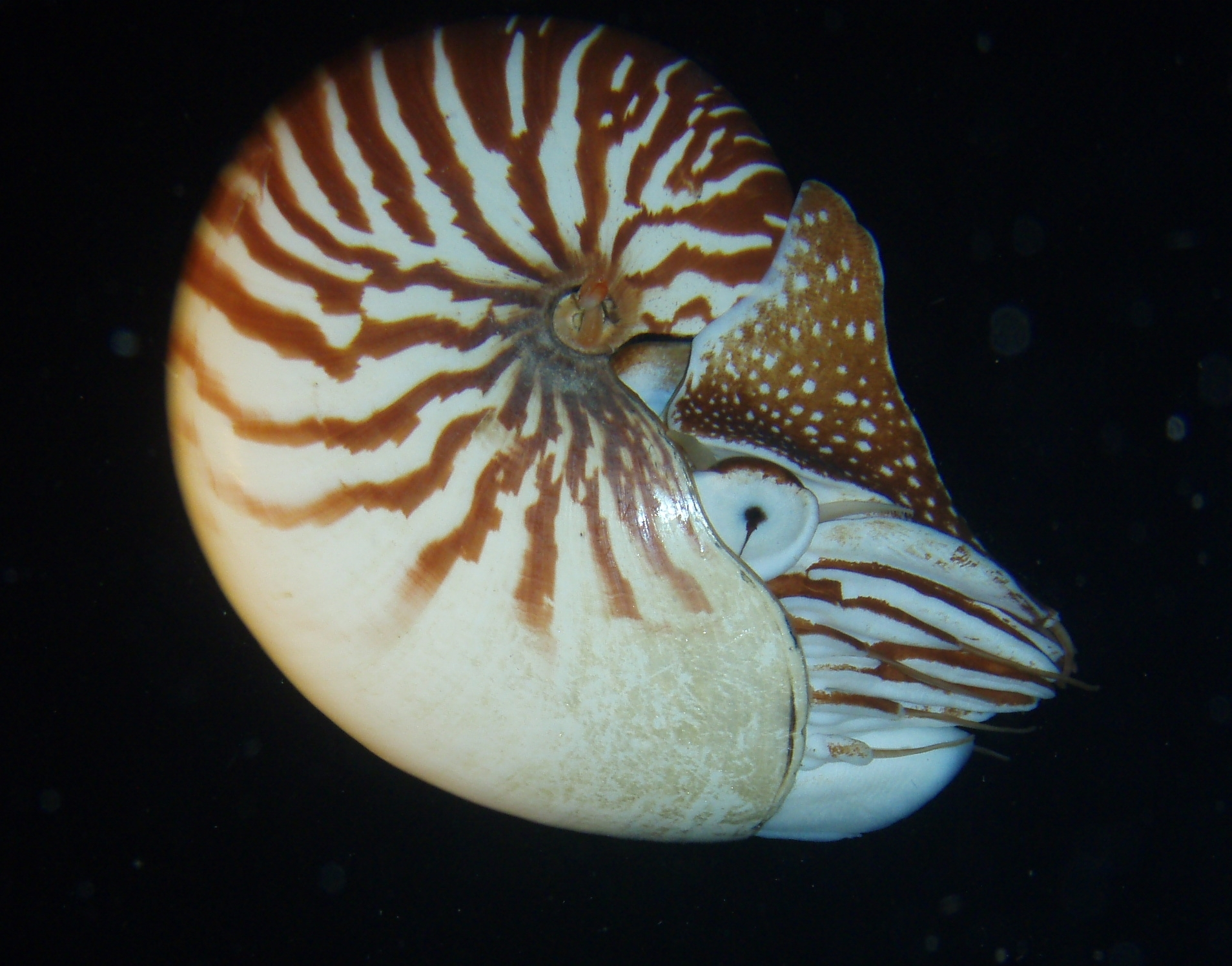
Nautilus macromphalus, photographié en plongée de nuit à Lifou, profondeur : 15 m
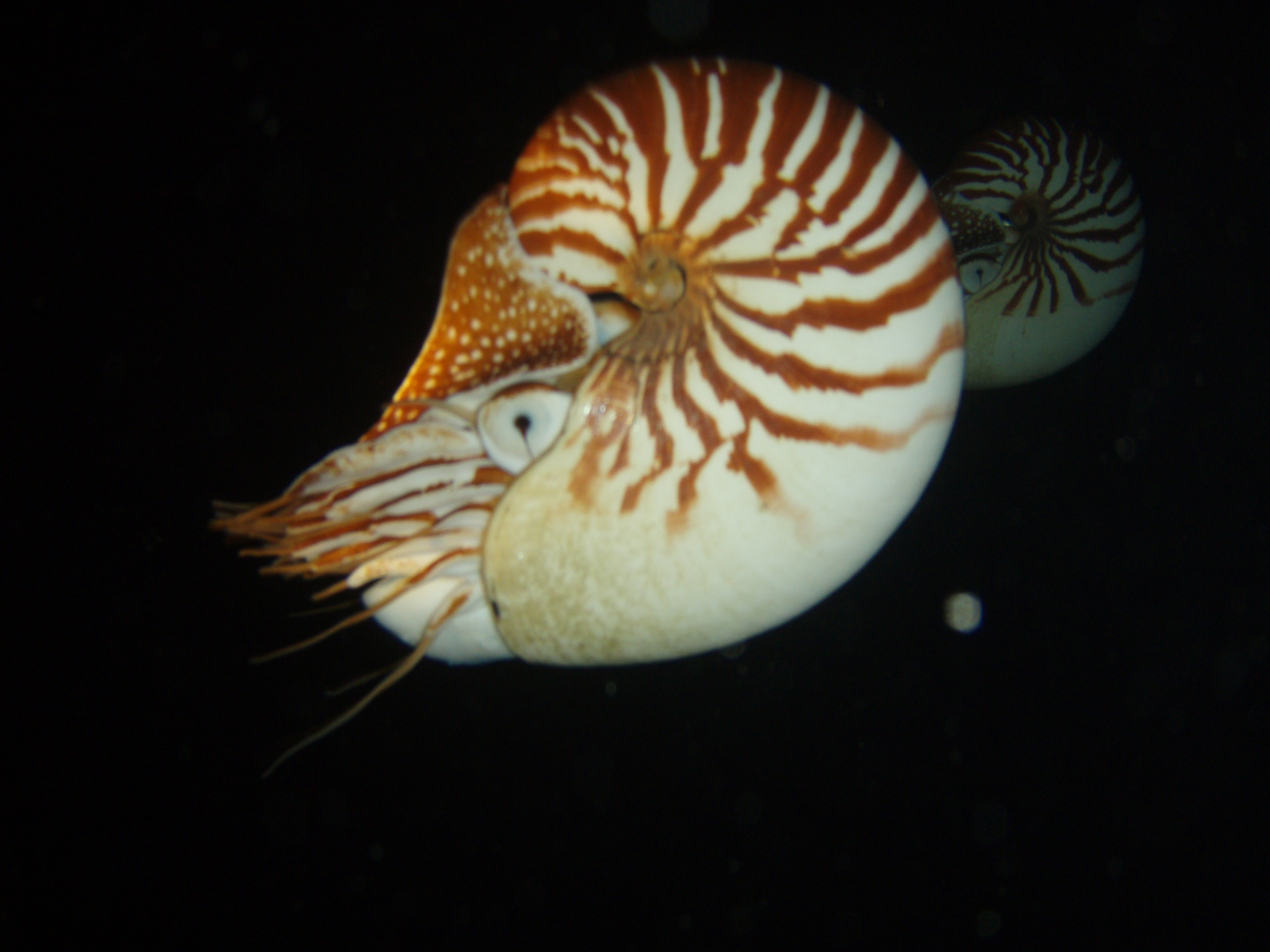
Paire de Nautilus macromphalus, photographié en plongée de nuit à Lifou, profondeur : 15 m
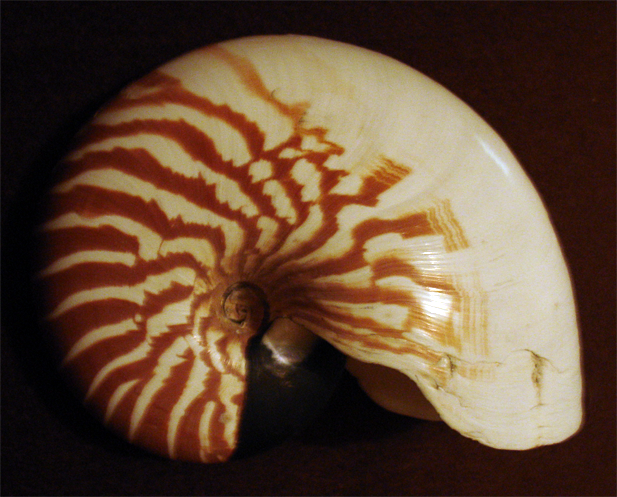
coquille de Nautilus macromphalus
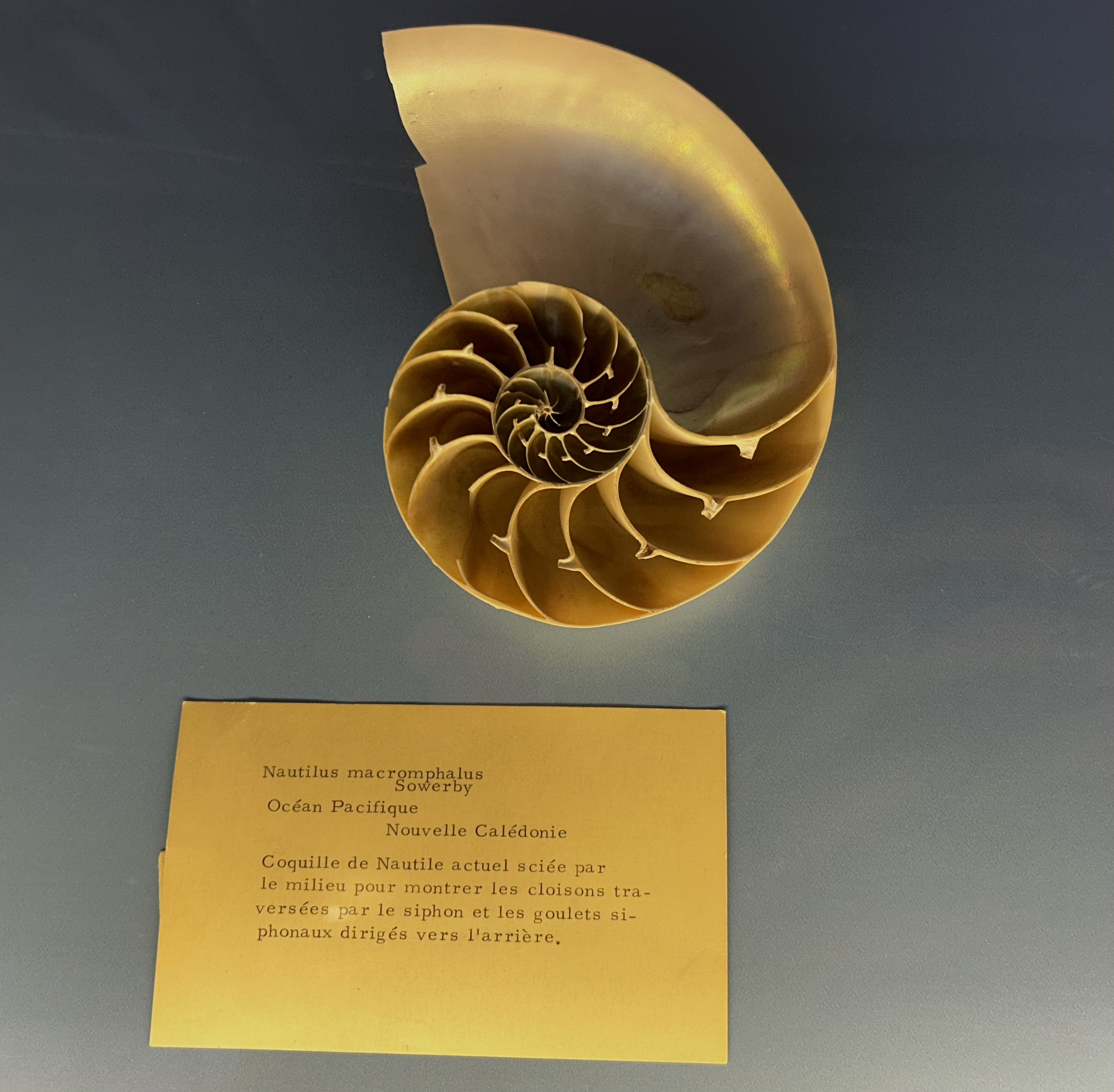
Coquille coupée, provenant de la galerie de paléontologie et d'anatomie comparée du jardin des plantes
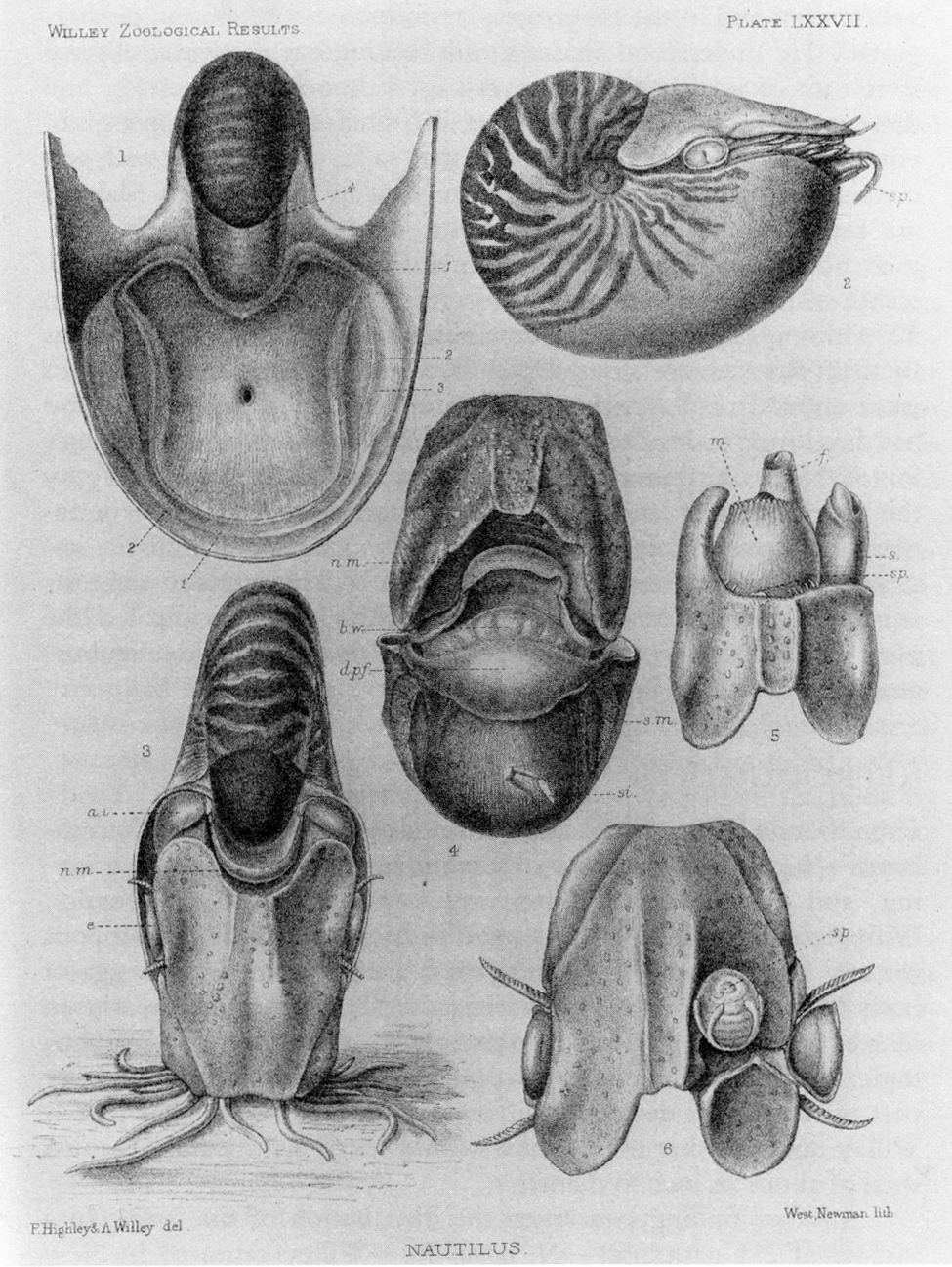
Anatomie du Nautilus macromphalus d'après la monographie d’Arthur Willey's (1912)
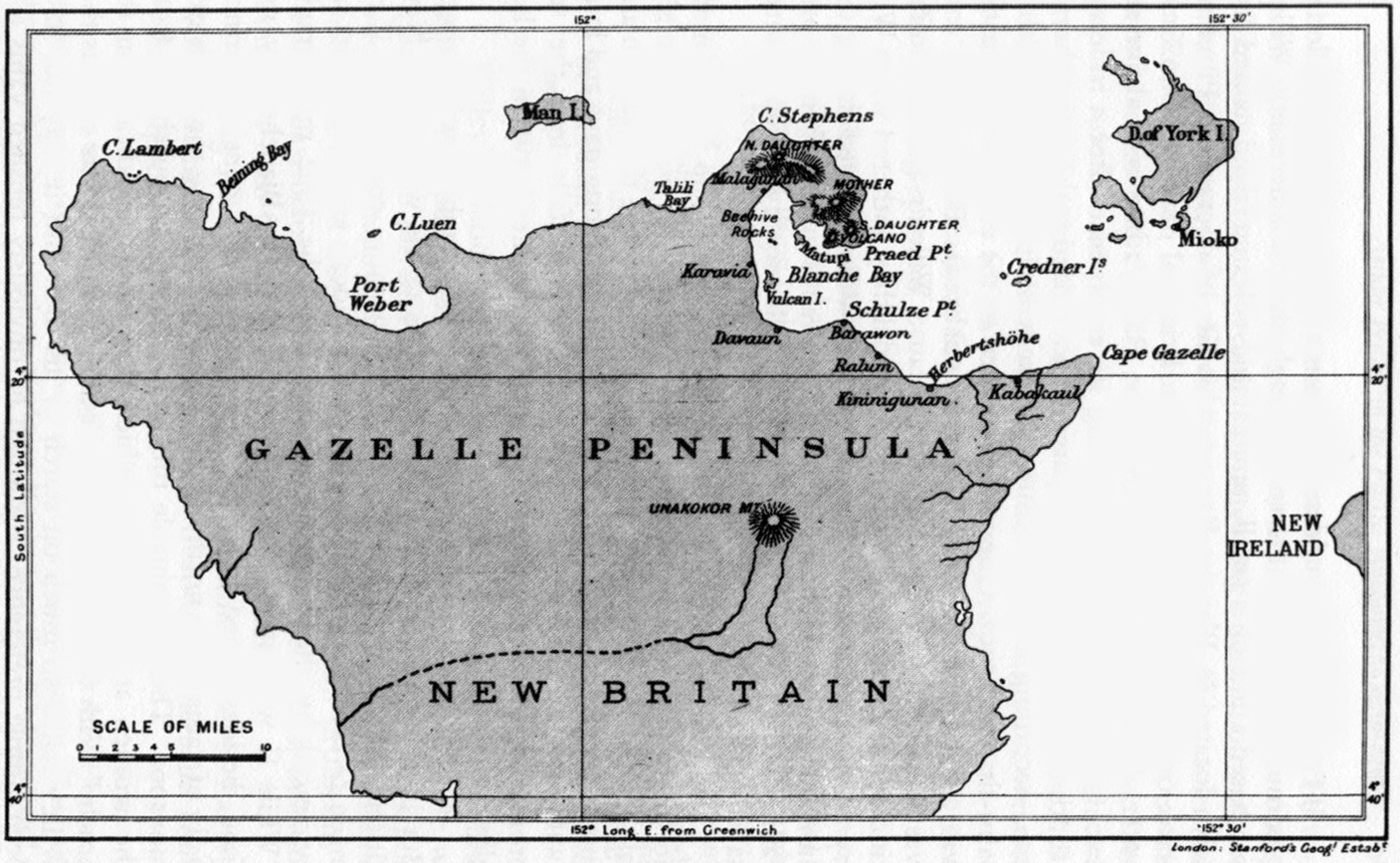
Carte de la péninsule de Gazelle, où Arthur Willey essaya de capturer des Nautilus macromphalus